# Frohnau
Frohnau, Berlin-Frohnau – dzielnica (Ortsteil) Berlina w okręgu administracyjnym Reinickendorf. Od 1 października 1920 w granicach miasta.
W dzielnicy znajduje się stacja kolejowa Berlin-Frohnau.